# Scopula ablativa
Scopula ablativa là một loài bướm đêm thuộc họ Geometridae. Loài này được Paul Dognin mô tả năm 1911. Đây là loài đặc hữu của Argentina.